# Sebastian, az űrmaci
A Sebastian, az űrmaci (eredeti cím hollandul: Beertje Sebastiaan: De geheime Opdracht, angolul: Sebastian Star Bear: First Mission) 1991-ben bemutatott holland rajzfilm, melynek rendezője és producere Frank Fehmers.
Hollandiában 1991. október 11-én mutatták be a mozikban, Magyarországon 1997-ben adták ki VHS-en.

## Szereplők
| Szereplő                  | Eredeti hang       | Magyar hang        |
| ------------------------- | ------------------ | ------------------ |
| Sebastian                 | Olaf Wijnants      | Czvetkó Sándor     |
| Griselda                  | Margriet van Lidth | Somlai Edina       |
| SOEKI                     | Angelique de Boer  | Kiss Erika         |
| Draco                     | Tom Meijer         | Beregi Péter       |
| Muggsy                    | Jaap Stobbe        | Csuja Imre         |
| Maestro                   | Paul van Gorcum    | Orosz István       |
| Sniffy                    | Frits Lambrechts   | Barbinek Péter     |
| Sheena                    | Maria Lindes       | Menszátor Magdolna |
| Ha-so                     | Hein Boele         | Kardos Gábor       |
| Mr. McGrath               | N/A                | Várkonyi András    |
| Kongo, Mr. McGrath embere | N/A                | Szalay Imre        |